# Catephia compsotrephes
Catephia compsotrephes là một loài bướm đêm trong họ Erebidae.